# Ейдриън Невил
Бенджамин Сатърли (на английски: Benjamin Satterley) е английски професионален кечист.
Работи с американската професионална кеч компания AEW, където участва под името Пак. Започва своята кеч кариера в Североизточна Англия в малката компания Independent Wrestling Federation (IWF). След като се прочува в Обединеното кралство, започва да участва в чужбина.

## Ранен живот
Роден е в семейството на Стивън и Жил (понякога Джил) Сатерли на 22 август 1986 г. в Нюкасъл ъпон Тайн, Англия. Като дете е активен, участва в спортове като футбол, хокей на лед, баскетбол и плуване. Неговият интерес към кеча идва от една от неговите лели, която е фенка на World Wrestling Federation. Родителите му забранявали да гледа кеч в тяхната къща, затова той е ходил в къщата на леля си, за да гледа. Любимите му кечисти като малък са Гробаря и Джим Дъган. Започва да тренира на осемнадесетгодишна възраст.